# Dania Yespayeva
Dania Madiqyzy Yespayeva (en kazajo: Дәния Мадиқызы Еспаева, (Jaisan, 5 de marzo de 1961) es una política kazaja y miembro de los mazhilis desde el 24 de marzo de 2016. Fue la primera mujer kazaja en ser candidata presidencial durante las Elecciones presidenciales de Kazajistán de 2019.

## Biografía
Yespayeva nació el 5 de marzo de 1961 en el pueblo de Jaisan en el distrito de Martukst de la Provincia de Aktobé.
En 1982, se graduó con honores de la Facultad de Contabilidad y Crédito de Alma-Ata y luego de la Academia Estatal de Administración de Kazajistán de Alma-Ata con una licenciatura en economía en 1993.
De 2008 a 2016, Yespayeva fue miembro del Aktobe Regional Maslihat, en la comisión de familia y mujer.
Desde el 24 de marzo de 2016, es miembro de los Mazhilis del Partido Democrático Ak Zhol en el Comité de Finanzas y Presupuesto.
El 24 de abril de 2019, Yespayeva se registró como candidata a las elecciones presidenciales de Kazajistán de 2019 por el partido Ak Zhol que tuvo lugar el 9 de junio, ganando el 5% del voto popular.
Yespayeva está casada y tiene dos hijos y dos nietos.